# Формула-1 — Гран-прі Іспанії
Гран-прі Іспанії (ісп. Gran Premio de España, англ. The Spanish Grand Prix) — гонка Формули-1, проводиться на трасі Каталунья (Монмало, неподалік від Барселони, Іспанія). Вперше гран-прі Іспанії був включений у календар чемпіонату Формули-1 в 1951 році, а на трасі Каталунья проводиться з 1991 року.

## Історія
Перший Гран-прі Іспанії було проведено у 1913 році, на дорожній трасі в Гвадаррамі, неподалік від Мадрида.
Після перерви у 1914—1922 роках через фінансові проблем Гран-прі Іспанії був відновлений. Була проведена гонка в Сітгесі, неподалік від Барселони і потім з 1924 по 1935 рік гонка проводилася на трасі Ласарте, на північному узбережжі (Гран-прі Сан-Себастьяна). У 1936 році в Іспанії почалася громадянська війна, і гонки припинилися.
Іспанія повернулася в гоночний календар у 1951 році, коли був проведений Гран-прі Іспанії, що входив до офіційного заліку чемпіонату Формули-1 на трасі Педральбес. У 1954 році був проведений ще один Гран-прі Іспанії. Але у 1955 році сталася трагедія із загибеллю глядачів на гонках 24 годин Ле-Мана, після якого вуличну трасу Педральбес виключили з календаря.
У 1967 році Гран-прі Іспанії повернувся, коли Королівський Автомобільний Клуб Іспанії організував гонку на трасі Харама неподалік від Мадрида. З сезону 1968 року іспанський гран-прі повернувся в календар чемпіонату, по черзі проводився на трасах Харама і Монжуїк в Барселоні. Проте, гонка 1975 року на Монжуїк закінчилася загибеллю 4 глядачів. Після цього, в 1976—1981 роках гонка проходила на трасі Харама.
У 1982—1985 роках Гран-прі Іспанії випав з календаря. У 1985 році мер міста Херес запустив нову трасу для залучення туристів. Гран-прі Іспанії в Хересі проводилося з 1985 по 1990 роки, крім того, на трассі в Хересі пройшли Гран-прі Європи 1994 та Гран-прі Європи 1997 років.
З сезону сезону 1991 року Гран-прі Іспанії проводиться на трасі Каталунья неподалік від Барселони.

## Переможці Гран-прі Іспанії

### Багаторазові переможці

#### Пілоти
Рожевим фоном вказані перегони, які не входили до Чемпіонату Світу Формули-1.

Жирним шрифтом виділені пілоти, які беруть участь в поточному сезоні чемпіонату Формули-1.
| К-сть | Пілот               | Роки                               | Роки |
| ----- | ------------------- | ---------------------------------- | ---- |
| 6     | Міхаель Шумахер     | 1995, 1996, 2001, 2002, 2003, 2004 |      |
| 6     | Льюїс Гамільтон     | 2014, 2017, 2018, 2019, 2020, 2021 |      |
| 4     | Макс Ферстаппен     | 2016, 2022, 2023, 2024             |      |
| 3     | Луї Широн           | 1928, 1929, 1933                   |      |
| 3     | Джекі Стюарт        | 1969, 1970, 1971                   |      |
| 3     | Найджел Менселл     | 1987, 1991, 1992                   |      |
| 3     | Ален Прост          | 1988, 1990, 1993                   |      |
| 3     | Міка Гаккінен       | 1998, 1999, 2000                   |      |
| 2     | Емерсон Фіттіпальді | 1972, 1973                         |      |
| 2     | Маріо Андретті      | 1977, 1978                         |      |
| 2     | Айртон Сенна        | 1986, 1989                         |      |
| 2     | Кімі Ряйкконен      | 2005, 2008                         |      |
| 2     | Фернандо Алонсо     | 2006, 2013                         |      |

#### Конструктори
Рожевим фоном вказані перегони, які не увійшли до заліку Чемпіонату Світу.

Жовтим фоном вказані перегони, які входили до довоєнного Чемпіонату Європи.

Жирним шрифтом виділені конструктори, які беруть участь в поточному сезоні чемпіонату Формули-1.
| К-сть | Констркутор | Роки                                                                   | Роки |
| ----- | ----------- | ---------------------------------------------------------------------- | ---- |
| 12    | Ferrari     | 1954, 1974, 1981, 1990, 1996, 2001, 2002, 2003, 2004, 2007, 2008, 2013 |      |
| 9     | Mercedes    | 1934, 1935, 2014, 2015, 2017, 2018, 2019, 2020, 2021                   |      |
| 9     | McLaren     | 1975, 1976, 1988, 1989, 1998, 1999, 2000, 2005, 2025                   |      |
| 8     | Williams    | 1980, 1987, 1991, 1992, 1993, 1994, 1997, 2012                         |      |
| 7     | Lotus       | 1967, 1968, 1972, 1973, 1977, 1978, 1986                               |      |
| 6     | Red Bull    | 2010, 2011, 2016, 2022, 2023, 2024                                     |      |
| 3     | Bugatti     | 1926, 1928, 1929                                                       |      |
| 2     | Alfa Romeo  | 1933, 1951                                                             |      |

### За роками
Рожевим фоном вказані перегони, які не увійшли до заліку Чемпіонату Світу.

Жовтим фоном вказані перегони, які входили до довоєнного Чемпіонату Європи.

Зеленим фоном вказані перегони, які входили до довоєнного Чемпіонату Світу серед виробників.
| Рік         | Пілот                 | Конструктор                | Траса           | Звіт          |
| ----------- | --------------------- | -------------------------- | --------------- | ------------- |
| 2025        | Оскар Піастрі         | McLaren-Mercedes           | Каталунья       | Звіт          |
| 2024        | Макс Ферстаппен       | Red Bull Racing-Honda RBPT | Каталунья       | Звіт          |
| 2023        | Макс Ферстаппен       | Red Bull Racing-Honda RBPT | Каталунья       | Звіт          |
| 2022        | Макс Ферстаппен       | Red Bull Racing-RBPT       | Каталунья       | Звіт          |
| 2021        | Льюїс Гамільтон       | Mercedes                   | Каталунья       | Звіт          |
| 2020        | Льюїс Гамільтон       | Mercedes                   | Каталунья       | Звіт          |
| 2019        | Льюїс Гамільтон       | Mercedes                   | Каталунья       | Звіт          |
| 2018        | Льюїс Гамільтон       | Mercedes                   | Каталунья       | Звіт          |
| 2017        | Льюїс Гамільтон       | Mercedes                   | Каталунья       | Звіт          |
| 2016        | Макс Ферстаппен       | Red Bull-TAG Heuer         | Каталунья       | Звіт          |
| 2015        | Ніко Росберг          | Mercedes                   | Каталунья       | Звіт          |
| 2014        | Льюїс Гамільтон       | Mercedes                   | Каталунья       | Звіт          |
| 2013        | Фернандо Алонсо       | Ferrari                    | Каталунья       | Звіт          |
| 2012        | Пастор Мальдонадо     | Williams-Renault           | Каталунья       | Звіт          |
| 2011        | Себастьян Феттель     | Red Bull-Renault           | Каталунья       | Звіт          |
| 2010        | Марк Веббер           | Red Bull-Renault           | Каталунья       | Звіт          |
| 2009        | Дженсон Баттон        | Brawn-Mercedes             | Каталунья       | Звіт          |
| 2008        | Кімі Ряйкконен        | Ferrari                    | Каталунья       | Звіт          |
| 2007        | Феліпе Масса          | Ferrari                    | Каталунья       | Звіт          |
| 2006        | Фернандо Алонсо       | Renault                    | Каталунья       | Звіт          |
| 2005        | Кімі Ряйкконен        | McLaren-Mercedes           | Каталунья       | Звіт          |
| 2004        | Міхаель Шумахер       | Ferrari                    | Каталунья       | Звіт          |
| 2003        | Міхаель Шумахер       | Ferrari                    | Каталунья       | Звіт          |
| 2002        | Міхаель Шумахер       | Ferrari                    | Каталунья       | Звіт          |
| 2001        | Міхаель Шумахер       | Ferrari                    | Каталунья       | Звіт          |
| 2000        | Міка Хаккінен         | McLaren-Mercedes           | Каталунья       | Звіт          |
| 1999        | Міка Хаккінен         | McLaren-Mercedes           | Каталунья       | Звіт          |
| 1998        | Міка Хаккінен         | McLaren-Mercedes           | Каталунья       | Звіт          |
| 1997        | Жак Вільнев           | Williams-Renault           | Каталунья       | Звіт          |
| 1996        | Міхаель Шумахер       | Ferrari                    | Каталунья       | Звіт          |
| 1995        | Міхаель Шумахер       | Benetton-Renault           | Каталунья       | Звіт          |
| 1994        | Деймон Гілл           | Williams-Renault           | Каталунья       | Звіт          |
| 1993        | Ален Прост            | Williams-Renault           | Каталунья       | Звіт          |
| 1992        | Найджел Менселл       | Williams-Renault           | Каталунья       | Звіт          |
| 1991        | Найджел Менселл       | Williams-Renault           | Каталунья       | Звіт          |
| 1990        | Ален Прост            | Ferrari                    | Херес           | Звіт          |
| 1989        | Айртон Сенна          | McLaren-Honda              | Херес           | Звіт          |
| 1988        | Ален Прост            | McLaren-Honda              | Херес           | Звіт          |
| 1987        | Найджел Менселл       | Williams-Honda             | Херес           | Звіт          |
| 1986        | Айртон Сенна          | Lotus-Renault              | Херес           | Звіт          |
| 1985 - 1982 | Не проводився         | Не проводився              | Не проводився   | Не проводився |
| 1981        | Жиль Вильнев          | Ferrari                    | Харама          | Звіт          |
| 1980        | Алан Джонс            | Williams-Ford              | Харама          | Звіт          |
| 1979        | Патрік Депайе         | Ligier-Ford                | Харама          | Звіт          |
| 1978        | Маріо Андретті        | Lotus-Ford                 | Харама          | Звіт          |
| 1977        | Маріо Андретті        | Lotus-Ford                 | Харама          | Звіт          |
| 1976        | Джеймс Хант           | McLaren-Ford               | Харама          | Звіт          |
| 1975        | Йохен Масс            | McLaren-Ford               | Монжуїк         | Звіт          |
| 1974        | Нікі Лауда            | Ferrari                    | Харама          | Звіт          |
| 1973        | Емерсон Фіттіпальді   | Lotus-Ford                 | Монжуїк         | Звіт          |
| 1972        | Емерсон Фіттіпальді   | Lotus-Ford                 | Харама          | Звіт          |
| 1971        | Джекі Стюарт          | Tyrrell-Ford               | Монжуїк         | Звіт          |
| 1970        | Джекі Стюарт          | March-Ford                 | Харама          | Звіт          |
| 1969        | Джекі Стюарт          | Matra-Ford                 | Монжуїк         | Звіт          |
| 1968        | Грем Хілл             | Lotus-Ford                 | Харама          | Звіт          |
| 1967        | Джим Кларк            | Lotus-Cosworth             | Харама          | Звіт          |
| 1966 - 1955 | Не проводився         | Не проводився              | Не проводився   | Не проводився |
| 1954        | Майк Готорн           | Ferrari                    | Педральбес      | Звіт          |
| 1953 - 1952 | Не проводився         | Не проводився              | Не проводився   | Не проводився |
| 1951        | Хуан-Мануель Фанхіо   | Alfa Romeo                 | Педральбес      | Звіт          |
| 1950 - 1936 | Не проводився         | Не проводився              | Не проводився   | Не проводився |
| 1935        | Рудольф Караччіола    | Mercedes-Benz              | Ласарте         | Звіт          |
| 1934        | Луїджі Фаджолі        | Mercedes-Benz              | Ласарте         | Звіт          |
| 1933        | Луї Широн             | Alfa Romeo                 | Ласарте         | Звіт          |
| 1932 - 1931 | Не проводився         | Не проводився              | Не проводився   | Не проводився |
| 1930        | Ахілл Варзі           | Maserati                   | Ласарте         | Звіт          |
| 1929        | Луї Широн             | Bugatti                    | Ласарте         | Звіт *        |
| 1928        | Луї Широн             | Bugatti                    | Ласарте         | Звіт *        |
| 1927        | Роберт Бенуа          | Delage                     | Ласарте         | Звіт          |
| 1926        | Бартоломео Костантіні | Bugatti                    | Ласарте         | Звіт          |
| 1925 - 1924 | Не проводився         | Не проводився              | Не проводився   | Не проводився |
| 1923        | Альберт Діво          | Sunbeam                    | Сіджас-Террамар | Звіт          |
| 1922 - 1914 | Не проводився         | Не проводився              | Не проводився   | Не проводився |
| 1913        | Карлос де Саламанка   | Rolls-Royce                | Гуадаррама      | Звіт *        |

* Гонки спортивних автомобілів